# Distribución espectral de energía
Una distribución de energía espectral (SED) es un gráfico de energía en función de la frecuencia o la longitud de onda de la luz (no debe confundirse con un "espectro" de densidad de flujo en función de la frecuencia o la longitud de onda). Se utiliza en muchas ramas de la astronomía para caracterizar las fuentes astronómicas. Por ejemplo, en radioastronomía se usan para mostrar la emisión de la radiación de sincrotrón, la emisión libre y otros mecanismos de emisión. En astronomía infrarroja, los SED se pueden usar para clasificar objetos estelares jóvenes.
En palabras más simples la distribución de energía espectral (SED)es la representación gráfica del comportamiento de la energía electromagnética (Espectro electromagnético) con respecto a la frecuencia (en unidades de Hertz o Hz) o longitud de onda (en unidades de Ångström o Å).
Algunos ejemplos de la Distribución Espectral de Energía son:
- Para el caso de las Estrellas, la Distribución Espectral de Energía es llamada Curva de un Cuerpo Negro o una Plankiana.

- Para el caso de los Núcleos Activos de Galaxías (o AGNs por sus siglas en inglés), la Distribución Espectral de Energía en la región del  Ultravioleta y los Rayos X  es del estilo

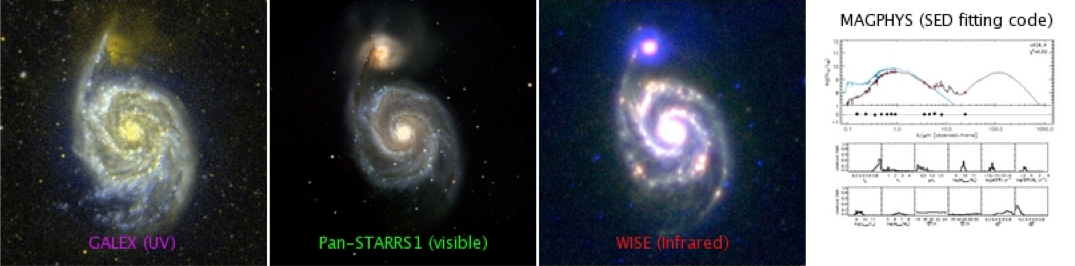
El SED de M51 (arriba a la derecha) obtenido combinando datos en muchas longitudes de onda diferentes, p. Ej. UV, visible e infrarrojo (izquierda)

- O la emisión total de un AGN

## Detector para la distribución de energía espectral.
Las tasas de recuento observadas desde una fuente de radiación astronómica dada no tienen una relación simple con el flujo de esa fuente, como podría ser un incidente en la parte superior de la atmósfera de la Tierra. Esta falta de una relación simple se debe en gran parte a las propiedades complejas de los detectores de radiación.
Estas propiedades del detector se pueden dividir en
- Aquellos que simplemente atenúan la viga, incluyendo↵      1 Atmósfera residual entre la fuente y el detector.      2 absorción en la ventana del detector cuando está presente,      3 Eficacia cuántica del medio detector[2]
- Aquellos que redistribuyen el haz en la energía detectada, como

1. fenómenos de escape de fotones fluorescentes,
2. resolución de energía inherente del detector.

## Lectura más lejana
- Eberhard Haug & Werner Nakel (2004). Eberhard Haug; Werner Nakel (2004). The elementary process of Bremsstrahlung. River Edge NJ: World Scientific. p. Scientific lecture notes in physics, vol. 73. ISBN 981-238-578-9. River Borde NJ: Eberhard Haug; Werner Nakel (2004). The elementary process of Bremsstrahlung. River Edge NJ: World Scientific. p. Scientific lecture notes in physics, vol. 73. ISBN 981-238-578-9. p. Notas de conferencia científica en físicas, vol. 73. Eberhard Haug; Werner Nakel (2004). The elementary process of Bremsstrahlung. River Edge NJ: World Scientific. p. Scientific lecture notes in physics, vol. 73. ISBN 981-238-578-9. Eberhard Haug; Werner Nakel (2004). The elementary process of Bremsstrahlung. River Edge NJ: World Scientific. p. Scientific lecture notes in physics, vol. 73. ISBN 981-238-578-9..
- Jakob Walcher; Brent Groves; Tamás Budavári; Daniel Dale. "Cabiendo las distribuciones de energía espectrales de galaxias". Archived Del original Jakob Walcher. «Fitting the spectral energy distributions of galaxies». Archivado desde el original el 14 de agosto de 2014..